# Ferdinand Friedrich Wilhelm Werner von Podewils
Ferdinand Werner von Podewils (* 13. März 1801 in Marienburg; † 20. Mai 1881 in Schierokau, Kreis Lublinitz) war ein preußischer Generalmajor.

## Leben

### Herkunft
Er entstammte dem namhaften, in Pommern schlossgesessenen Adelsgeschlecht derer von Podewils. Seine Eltern waren der preußische Generalmajor Christian Ferdinand von Podewils (1765–1831) und dessen Ehefrau Karoline Wilhelmine Charlotte, geborene von Liebenroth (1774–1810). 

### Militärkarriere
Podewils begann seine Laufbahn als Kadett auf der Kadettenanstalt Berlin und wurde 1817 zunächst Portepeefähnrich in der Garde-Artilleriebrigade, jedoch noch selben Jahres zur Artillerie- und Ingenieurschule kommandiert, wo er bis 1818 verblieb. Dennoch stieg er im Oktober 1817 zum Sekondeleutnant auf.
1827 wurde Podewils zum Premierleutnant befördert, avancierte 1836 zum Kapitän und Kompaniechef und war 1844 Vorstand des Artilleriedepots Berlin. 1847 erfolgte die Beförderung zum Major und die Aufnahme in die Prüfungskommission für Premierleutnants der Artillerie. 1848 war Podewils Abteilungskommandeur in der Garde-Artilleriebrigade und avancierte 1853 zum Oberstleutnant. Ab 1854 war er Kommandeur des 8. Artillerieregiments, wurde 1855 zum Oberst befördert und wechselte 1857 als Kommandeur zum 3. Artillerieregiment. In dieser Stellung wurde ihm am 24. Oktober 1857 der Russische Orden der Heiligen Anna II. Klasse verliehen. Am 22. November 1858 folgte seine Beförderung zum Generalmajor und Brigadier. Unter Verleihung des Roten Adlerordens II. Klasse mit Eichenlaub wurde Podewils am 13. September 1859 mit Pension aus dem Militärdienst verabschiedet.

### Familie
Podewils hatte sich am 30. Oktober 1826 in Berlin mit Laura Adelaide von Schulze aus dem Hause Pogirmen (* 1808), der Tochter des Samuel von Schulze, Erbherr auf Jodnuschen, verheiratet. Aus der Ehe gingen drei Töchter und ein Sohn hervor, darunter:
- Emma Elise Christine Laura Karoline (* 21. August 1833 in Berlin) ⚭ Eugen Graf von Maltzahn, Freiherr zu Wartenberg und Penzlin († 1864)
- Laura Emma Elise Christiane (* 18. September 1835 in Berlin) ⚭ Wilhelm von Klitzing (1828–1894), preußischer Landrat des Kreises Lublinitz, Landeshauptmann der Provinz Schlesien